# Komposit

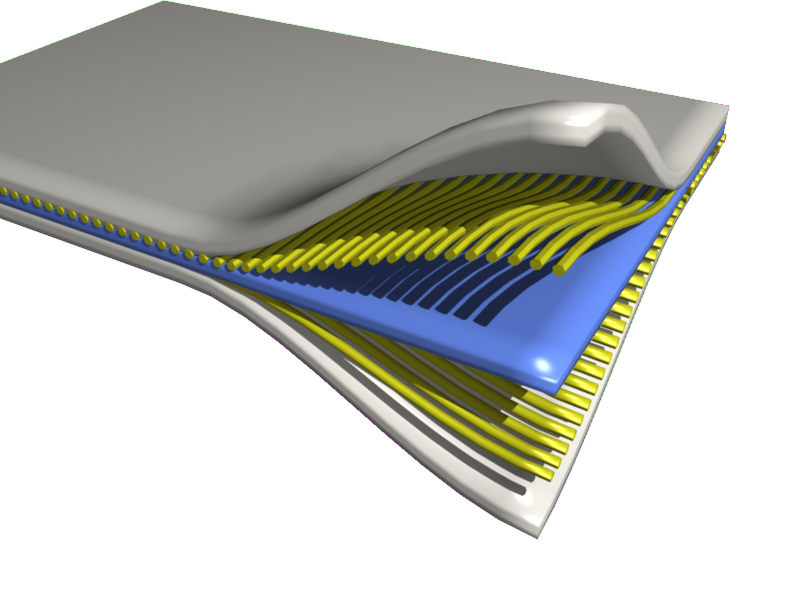
Kompositer är formade genom att kombinera material för att bilda en övergripande struktur med egenskaper som skiljer sig från summan av de enskilda komponenterna

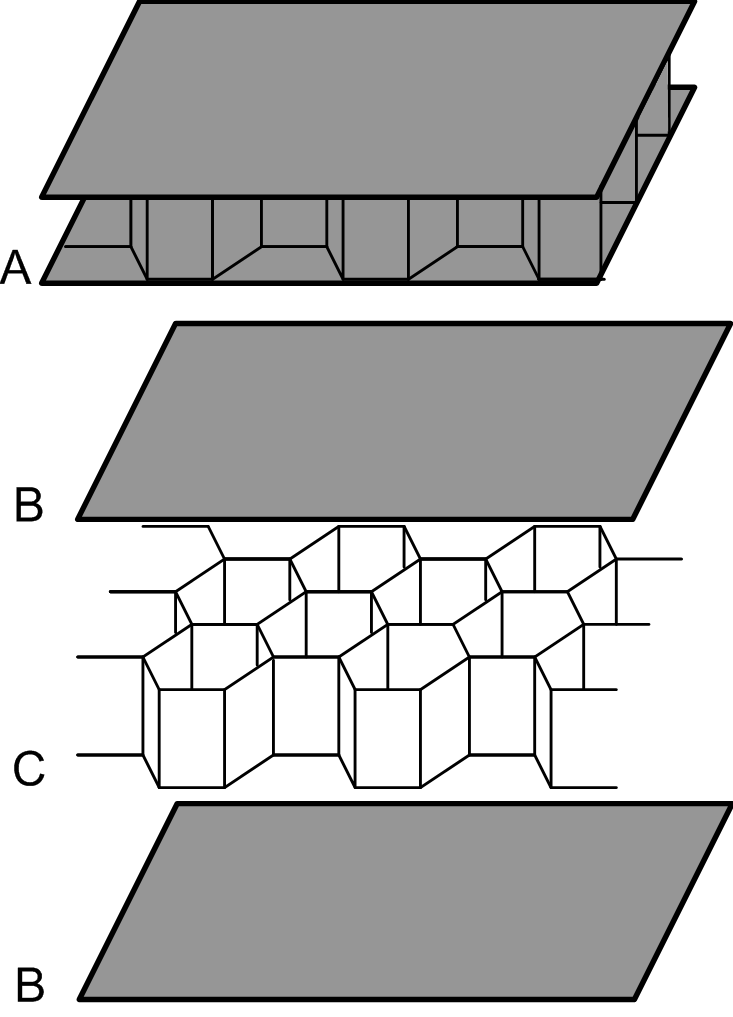
Sandwichkomposit med bikakestruktur

Kompositer är sammansatta material, där två eller fler av de ingående materialen var för sig har helt olika egenskaper och tillsammans bildar ett konstruktionsmaterial med nya egenskaper. 
Kompositmaterial har använts länge, exempelvis hyddor av lera och växtmaterial. 
Trä kan betraktas som en naturlig komposit med cellulosafibrer som ger styrka och lignin som fungerar som bindemedel.

## Exempel på kompositer
- Laminat
- Armerad plast
- Armerad betong
- Epoxi-, poly- eller vinylester armerad med kolfiber
- Epoxi-, poly- eller vinylester armerad med glasfiber
- Kolfibergranit
- Kompositfönster

Speciellt med kompositer är att materialet uppstår först i lamineringsprocessen eller vid en gjutning som med armerad betong. Alla material där de olika ingående materialen är med för att bidra med sina egenskaper är kompositer, men i dagligt tal menas ofta kompositer med en matris av plast och lång eller huggen fiber som armering.